# Bathylasma corolliforme
Bathylasma corolliforme är en kräftdjursart som först beskrevs av Hoek 1883.  Bathylasma corolliforme ingår i släktet Bathylasma och familjen Bathylasmatidae. Inga underarter finns listade i Catalogue of Life.